# Kåkstan

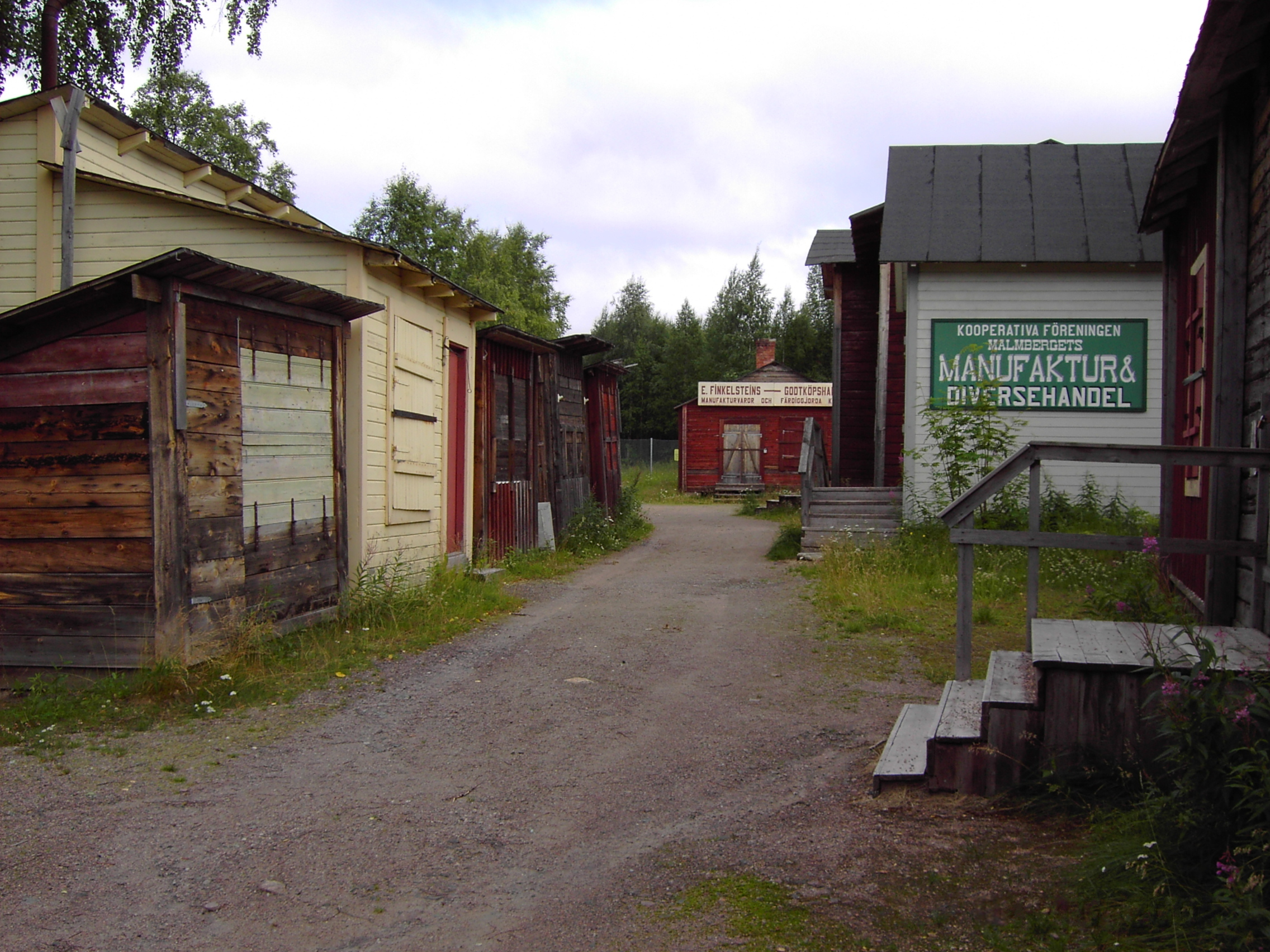
Kåkstan, 2005

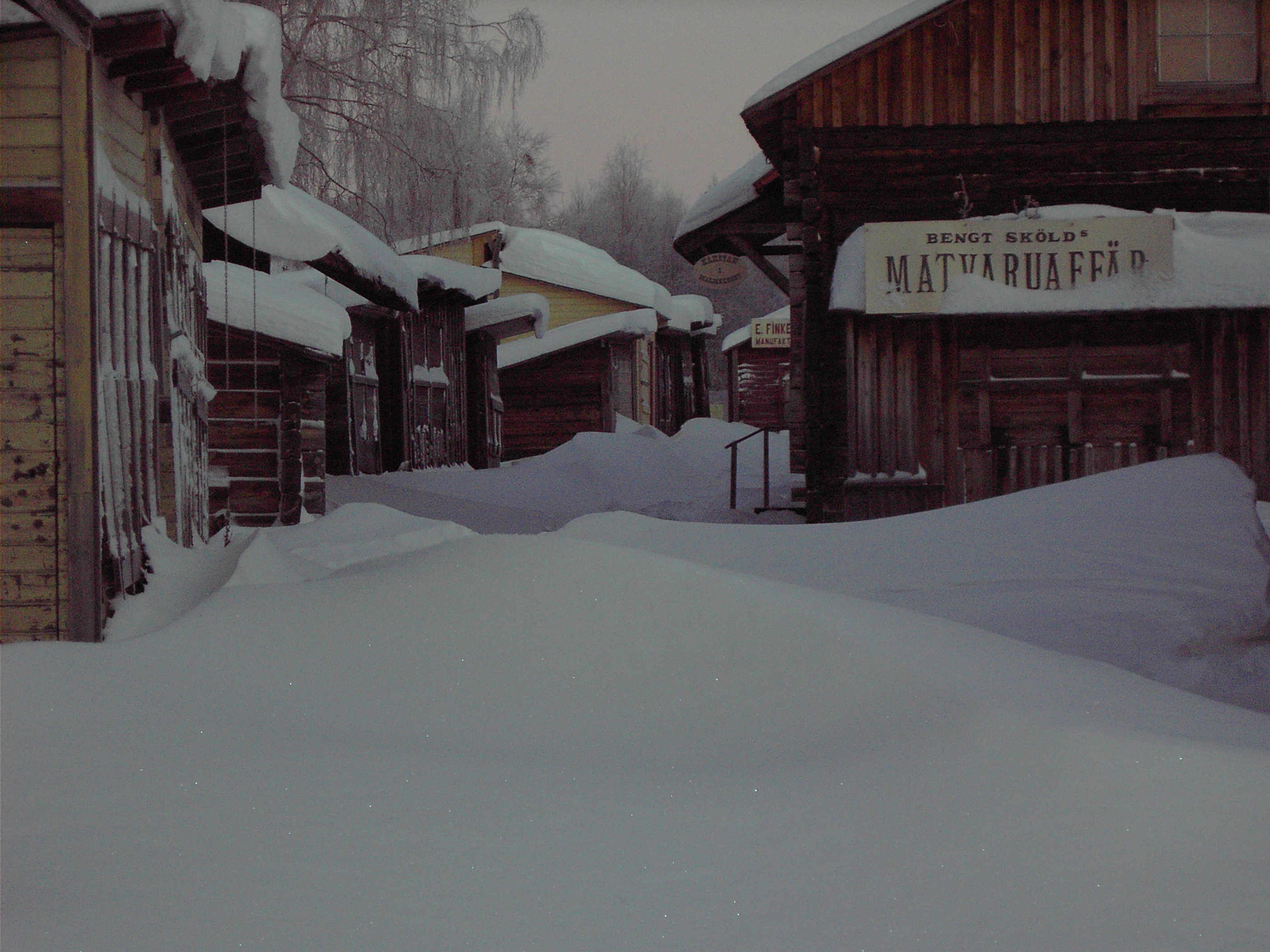
Kåkstan, 2005

Kåkstan är ett område med en rekonstruerad byggnadsmiljö från slutet av 1800-talet i Malmberget.
Den nuvarande kåkstan byggdes upp inför Malmbergets 100-årsjubileum 1988. Bakom projektet låg Länsstyrelsen i Norrbottens län, Gellivare sockens hembygdsförening och Gällivare kommun. Den ligger på sin ursprungliga plats strax söder om det tidigare bangårdsområdet. 
Järnmalmsutvinningen i Malmberget expanderade kraftigt efter öppnandet i mars 1888 av Malmbanan mellan Luleå och Gällivare/Malmberget. Tillströmmande gruvarbetare hänvisades till att själva bygga enkla bostäder, och resultatet blev en kåkstad omedelbart söder om bangården och i anslutning till Kaptensgruvan. Kåkstans centrum var affärsgatan Västerlånggatan, med klädaffärer, kaféer och krogar. Omkring 1900 fanns omkring 7.000 invånare i Malmberget, varav flertalet bodde i kåkbebyggelsen.
Området stadsplanelades 1898, varefter kåkbebyggelsen efter hand sanerades bort. En del kåkar brann ned 1903 och 1907, och omkring 1914 hade så gott som alla hus rivits. Några hus flyttades till stadsplanelagt område och några få byggnader kom att stå kvar in på 1960-talet. Kvar i slutet av 1980-talet på området fanns två byggnader: klädeshandlaren Enoch Finkelsteins Godtköpsbod och Strandska huset, vilket från början inrymt bageri, bostäder samt i övre våningen en tjänstemannamäss. "Finkelsteins boda" har bevarats i den rekonstruerade Kåkstan.
Ansvarig för rekonstruktionen av kåkstan var arkitekten Jan Vikström (född 1945), som kunde utgå från ett rikligt fotografiskt material i Gällivare kommuns bildarkiv.
Kåkstan ligger omedelbart vid Kaptensgropen och inom ett område som kommer att avvecklas på grund av rasrisk vid fortsatt utbyggnad av malmbrytningen under Malmberget. Dess framtid är idag (2020) oklar.